# Sługocinek
Sługocinek [pronunciación en polaco: /swuɡɔˈt͡ɕinɛk/] es un pueblo ubicado en el distrito administrativo de Gmina Golina, dentro del Distrito de Konin, Voivodato de Gran Polonia, en el oeste de Polonia central. Se encuentra aproximadamente a 7 kilómetros al suroeste de Golina, a 15 kilómetros al oeste de Konin, y a 80 kilómetros al este de la capital regional Poznań.